# Columba eversmanni
La colombella occhigialli, colombella orientale, colombella di Eversmann o piccione dorsochiaro (Columba eversmanni Bonaparte, 1856) è un uccello columbiforme diffuso in Asia centrale dal Kazakistan all'Iran, Afghanistan, Pakistan e India nord-occidentale.
Leggermente più piccola della colombella (Columba oenas), cui assomiglia molto, presenta come caratteri diagnostici l'iride giallo vivo, l'anello perioculare dello stesso colore ed il groppone biancastro, simile a quello del piccione selvatico (Columba livia), ma meno nettamente bianco.